# Heinz Meier
Heinz Meier (n. 28 septembrie 1948) este un fost bober elvețian ce a activat la sfârșitul anilor 1970. Alături de Hans Hiltebrand a câștigat o medalie de aur la Campionatul Mondial FIBT, secțiunea bob de două persoane din 1977 de la St. Moritz, Elveția.